# Cây cú pháp trừu tượng
Trong ngành khoa học máy tính, cây cú pháp trừu tượng (AST, abstract syntax tree) là một cây có giới hạn, có nhãn và có định hướng. Đây là cấu trúc cây mà các nút gốc của cây được gán nhãn bằng các toán tử và các nút là của cây là các toán hạng. Tuy vậy, các lá cũng có khi là các giá trị NULL hoặc là các biến hoặc các hàng. Trong các công đoạn của chương trình dịch, cây AST này được dùng trong bộ phân tích cú pháp như là một trung gian giữa cây phân tích cú pháp (concrete syntax tree) và cấu trúc dữ liệu. Cây cú pháp trừu tượng khác với cây phân tích cú pháp là ở chỗ nó không chỉ quan tâm đến cú pháp mà còn quan tâm đến ngữ nghĩa của chương trình.

## Ví dụ

Cây cú pháp trừu tượng với đoạn mã của Giải thuật Euclid:
while b ≠ 0
if a > b
a:= a − b
else
b:= b − a
return a

while b ≠ 0
if a > b
a:= a − b
else
b:= b − a
return a